# Comuna Mîkolaiivka, Bratske
Mîkolaiivka (în ucraineană Миколаївка) este o comună în raionul Bratske, regiunea Mîkolaiiv, Ucraina, formată din satele Iehorivka, Krasnoiarka, Mîkolaiivka (reședința) și Pavlodarivka.

## Demografie
Componența lingvistică a comunei Mîkolaiivka
     Ucraineană (91,16%)
     Rusă (4,99%)
     Română (3%)
     Alte limbi (0,14%)
Conform recensământului din 2001, majoritatea populației comunei Mîkolaiivka era vorbitoare de ucraineană (91,16%), existând în minoritate și vorbitori de rusă (4,99%) și română (3%).